# Sant Pere de Gavet
Sant Pere de Gavet era una església romànica és el precedent de l'actual església parroquial del poble de Gavet, al terme municipal de Gavet de la Conca, dins de l'antic terme de Sant Serni. És esmentada el 1012, quan passa a ser possessió de Santa Maria de Gerri. És esmentada com a possessió d'aquest monestir el 1081, 1086, 1164 i 1197. El 1904 apareix ja desvinculada d'aquell monestir, i s'esmenta com a parròquia. Es diu, aquell any, que no té sagristia, i té un sol altar. Apareix en bon estat, però.